# Трет-бутилгидрохинон
Трет-бутилгидрохино́н — третичный бутилгидрохинон , международный название — tertiary-butylhydro-quinone (сокращенное название TBHQ).
Пищевая добавка-антиокислитель E319.

## Получение
Производится синтетически, основной способ производства — многоступенчатая химическая реакции взаимодействия вещества с радикалом бутила в молекуле с гидрохиноном. Катализаторами служат водные растворы кислот. Второй способ электрохимический — вещество выделяют из третичных бутилфенолов.

## Физические свойства
При нормальных условиях порошок белого цвета без вкуса и запаха с пластичной воскоподобной консистенцией. Хорошо растворим в органических растворителях — спиртах, жирах и эфирах. В воде плохо растворим. К воде и нагреву устойчив.

## Физиологическое действие
Допустимая суточная норма потребления третичного бутилгидрохинона 0,2 мг/кг веса тела в день временно. Это означает, что при употреблении в пищу этого вещества не свыше этой дозы безвредно для здоровья. При превышении указанной дозировки возможны тошнота, рвота, галлюцинации. При приёме внутрь дозы свыше 5 г — смертелен для человека.
В результате ряда исследований на лабораторных животных было выявлено, что вещество в высоких дозах может вызвать образование злокачественных опухолей желудка и вызвать повреждения ДНК.
Имеются сведения, что трет-бутилгидрохинон ослабляет защиту организма от гриппа.